# Kinston Indians
De Kinston Indians is een Minor league baseballteam uit Kinston, North Carolina. Ze spelen in de South Division van de Carolina League. Hun stadion heet Grainger Stadium. Ze zijn verwant aan de Cleveland Indians.